# Embalse El Nihuil
El embalse El Nihuil es un lago artificial formado sobre el río Atuel en el sur de la provincia de Mendoza, Argentina. El embalse fue inaugurado en 1947, y sirve tanto para regadío como para generación de electricidad; sus 9600 hectáreas lo posicionan como el embalse más grande de la provincia de Mendoza. Es también un atractivo turístico, convocando a practicantes de actividades náuticas y gente atraída por el color de sus aguas y el paisaje que lo rodea; junto a él se desarrolla la villa turística de El Nihuil, que fue la meta de la especial de la 2.ª etapa del Rally Dakar de 2012.
Se encuentra en el departamento San Rafael, a 85 kilómetros de la ciudad de San Rafael, y marca el final del recorrido del Cañón del Atuel, otro atractivo turístico de importancia. El muro de contención de la presa es de hormigón simple y perfil triangular, con una planta curva de 275 m de radio.

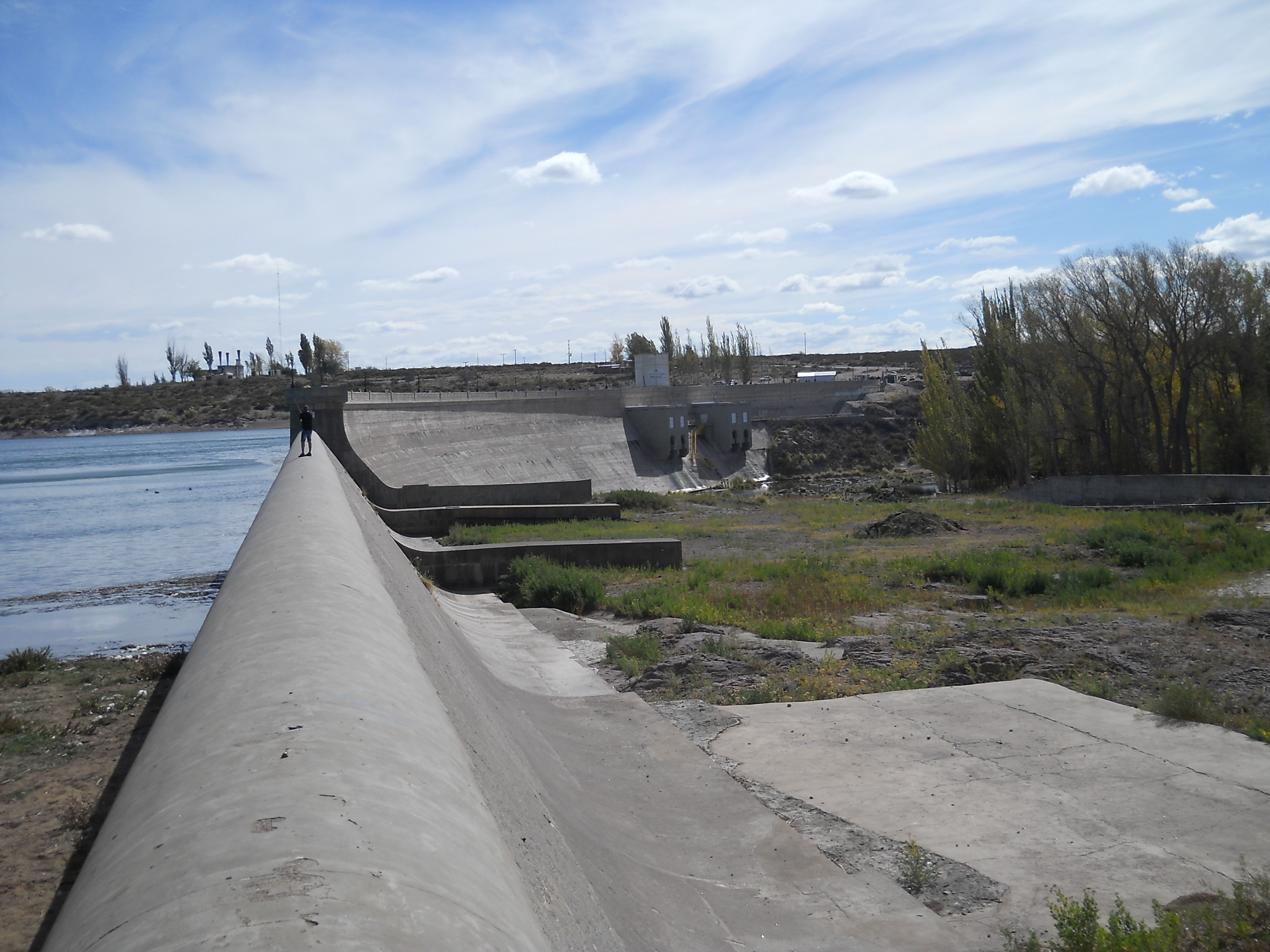
Paredón de la represa. El vertedero principal en primer plano, en último plano, las 4 descargas que corresponden a los aliviaderos de medio fondo.

Es la obra de cabecera del sistema hidroeléctrico Los Nihuiles, que incluye también los complejos Nihuil I (Presa El Nihuil), Nihuil II (Presa Aisol), Nihuil III (Presa Tierras Blancas) y la Presa y Central Valle Grande.
Esta última obra está destinada a regular el riego y a generación hidroeléctrica. Por su gran belleza y cercanía a la ciudad de San Rafael, el lago de este embalse constituye un lugar de esparcimiento y turismo muy apreciado.

## Construcción
La construcción de la presa cabecera El Nihuil se inició en 1942 implicó la excavación de 23.000 metros cúbicos de roca. El 11 de enero de 1948, el  presidente Juan Domingo Perón, ante unas 6 mil personas inauguró el embalse.